# Otto Herschmann
Otto Herschmann (ur. 4 stycznia 1877 w Wiedniu, zm. 17 czerwca 1942 w obozie zagłady Sobibor) – austriacki pływak, szermierz, prawnik i działacz sportowy pochodzenia żydowskiego. Dwukrotny medalista olimpijski.
W 1896 roku na pierwszych nowożytnych igrzyskach olimpijskich w Atenach wystartował w pływaniu w konkurencji 100 m stylem dowolnym. Zajął drugie miejsce przegrywając jedynie z Węgrem Alfredem Hajosem. Dziesięć lat później wystąpił na olimpiadzie w Atenach, gdzie w szabli indywidualnej - 3 uderzenia odpadł w pierwszej rundzie. Na igrzyskach olimpijskich w Sztokholmie w 1912 roku reprezentacja Cesarstwa Austrii w składzie: Richard Verderber, Reinhold Trampler, Otto Herschmann, Friedrich Golling, Andreas Suttner, Rudolf Cvetko i Albert Bogen zdobyła srebro w szabli drużynowej. Indywidualnie nie startował. Został też zgłoszony do startu w konkurencjach szabli na igrzyskach olimpijskich w Paryżu w 1924, jednak ostatecznie nie wystąpił.
Nie zdobył medalu mistrzostw świata.
W tym samym roku został prezesem Austriackiego Komitetu Olimpijskiego. Stanowisko to utrzymał do czasu zakończenia I wojny światowej. Przez blisko dwie dekady w latach 1914-1932 był prezydentem Austriackiej Federacji Pływackiej.
Został aresztowany przez hitlerowców w Wiedniu i 14 stycznia 1942 osadzony w getcie w Izbicy na Lubelszczyźnie. 14 czerwca został przewieziony do obozu zagłady w Sobiborze. Czasami ta data jest podawana jako data śmierci, jednak bardziej prawdopodobne jest, że zginął 3 dni później.
Herschmann został wprowadzony do Galerii Sławy (Hall of Fame) sportu żydowskiego.
7 listopada 2001 w Wiedniu powstała aleja o nazwie Otto-Herschmann-Gasse.